# العلاقات الزيمبابوية المدغشقرية
العلاقات الزيمبابوية المدغشقرية هي العلاقات الثنائية التي تجمع بين زيمبابوي ومدغشقر.

## مقارنة بين البلدين
هذه مقارنة عامة ومرجعية للدولتين:
| وجه المقارنة                                              | زيمبابوي | مدغشقر                      |
| --------------------------------------------------------- | --- | --------------------------- |
| المساحة (كم2)                                             | 390.76 ألف | 587.04 ألف                  |
| عدد السكان (نسمة)                                         | 16.53 مليون | 25.57 مليون                 |
| الكثافة السكانية (ن./كم²)                                 | 42.3 | 43.56                       |
| العاصمة                                                   | هراري | أنتاناناريفو                |
| اللغة الرسمية                                             | لغة إنجليزية، اللغة الشونا، النديبيلية الشمالية ‏، لغة الشيشيوا، Barwe ‏، Kalanga language ‏، Tshwa language ‏، النداو ‏، اللغة التسونجا، لغة الإشارة الزيمبابوية ‏، اللغة السوتية، تونغا ‏، اللغة التسوانية، اللغة الفيندية، اللغة الكوسية | اللغة الملغاشية، لغة فرنسية |
| العملة                                                    | دولار أمريكي | أرياري مدغشقري              |
| الناتج المحلي الإجمالي (بليون دولار)                      | 17.85 مليار | 11.50 مليار                 |
| الناتج المحلي الإجمالي (تعادل القوة الشرائية) بليون دولار | 27.88 مليار | 35.51 مليار                 |
| الناتج المحلي الإجمالي الاسمي للفرد دولار أمريكي          | 924 | 401                         |
| الناتج المحلي الإجمالي للفرد دولار أمريكي                 | 1.79 ألف | 1.44 ألف                    |
| مؤشر التنمية البشرية                                      | 0.509 | 0.510                       |
| رمز المكالمات الدولي                                      | +263 | +261                        |
| رمز الإنترنت                                              | .zw | .mg                         |
| المنطقة الزمنية                                           | ت ع م+02:00 | ت ع م+03:00                 |

## منظمات دولية مشتركة
يشترك البلدان في عضوية مجموعة من المنظمات الدولية، منها:
| علم المنظمة | اسم المنظمة                                                | تاريخ انضمام زيمبابوي | تاريخ انضمام مدغشقر |
| ----------- | ---------------------------------------------------------- | --------------------- | ------------------- |
|             | مجموعة التنمية لأفريقيا الجنوبية                           | ?                     | ?                   |
|             | مؤسسة التنمية الدولية                                      | 29 سبتمبر 1980        | 25 سبتمبر 1963      |
|             | الأمم المتحدة                                              | 25 أغسطس 1980         | 20 سبتمبر 1960      |
|             | منظمة التجارة العالمية                                     | ?                     | ?                   |
|             | البنك الإفريقي للتنمية                                     | ?                     | ?                   |
|             | وكالة ضمان الاستثمار متعدد الأطراف                         | 10 أبريل 1992         | 8 يونيو 1988        |
|             | مجموعة دول أفريقيا والكاريبي والمحيط الهادئ                | ?                     | ?                   |
|             | الاتحاد الأفريقي                                           | ?                     | ?                   |
|             | العملية المشتركة للاتحاد الأفريقي والأمم المتحدة في دارفور | ?                     | ?                   |
|             | منظمة الشرطة الجنائية الدولية                              | ?                     | ?                   |
|             | المركز الدولي لتسوية المنازعات الاستشارية                  | 19 يونيو 1994         | 14 أكتوبر 1966      |
|             | الاتحاد الدولي للاتصالات                                   | 10 فبراير 1981        | 11 مايو 1961        |
|             | الفريق المعني برصد الأرض                                   | ?                     | ?                   |
|             | البنك الدولي للإنشاء والتعمير                              | 29 سبتمبر 1980        | 25 سبتمبر 1963      |
|             | الاتحاد البريدي العالمي                                    | ?                     | ?                   |
|             | منظمة حظر الأسلحة الكيميائية                               | ?                     | ?                   |
|             | مؤسسة التمويل الدولية                                      | 29 سبتمبر 1980        | 27 سبتمبر 1963      |
|             | يونسكو                                                     | 22 سبتمبر 1980        | 10 نوفمبر 1960      |

## وصلات خارجية
- موقع وزارة الخارجية الزيمبابوية